# Калверт (Тексас)
Калверт (енгл. Calvert) град је у америчкој савезној држави Тексас. По попису становништва из 2010. у њему је живело 1.192 становника.

## Демографија
Према попису становништва из 2010. у граду је живело 1.192 становника, што је 234 (16,4%) становника мање него 2000. године.
| Група             | 2000.       | 2010.       |
| Белци             | 456 (32,0%) | 438 (36,7%) |
| Афроамериканци    | 747 (52,4%) | 587 (49,2%) |
| Азијати           | 1 (0,1%)    | 3 (0,3%)    |
| Хиспаноамериканци | 212 (14,9%) | 153 (12,8%) |
| Укупно            | 1.426       | 1.192       |